# Estadio Kazimierz Górski
El Estadio Kazimierz Górski (en polaco: Stadion Kazimierza Górskiego) es un estadio de fútbol ubicado en Płock, Polonia. Es el estadio donde el Wisła Płock juega sus partidos como local.

## Historia
El estadio de fútbol del Wisła Płock fue construido en 1973. Los arquitectos de la primera fueron Jacek Kwieciń y Janusz Mariański. En 1976 se reconstruyeron las gradas, ampliando el aforo a 10.978 asientos, además de construirse el pabellón de recepción diseñado por Regina Piechowicz. En los años 70 el Wisła Płock se instaló en el estadio, además de permitir que la selección nacional polaca jugase varios partidos amistosos en el recinto. El 30 de marzo de 2004 el estadio cambió su nombre por Estadio Kazimierz Górski, en honor al célebre jugador de fútbol polaco.